# Амила Гламочак
Амила Гламочак (Сарајево, 19. јул 1966) босанскохерцеговачка је певачица забавне музике. Дипломирала је музикологију на Музичкој академији у Сарајеву.
Музичку каријеру је започела 1986. године наступајући као пратећи вокал многим познатим музичарима тог времена, те као део групе Вреле усне. Године 1996. представљала је Босну и Херцеговину на Песми Евровизије у Ослу, где је са нумером За нашу љубав заузела 21. место са 13 освојених бодова. Исте године објавила је и дебитантски албум Имаш ме у шаци на ком се налазило десет песама.
Учествовала је и на националном избору БиХ за Евросонг 2001. и 2003, а други и последњи студијски албум Сунце објавила је током 2002. године.
Живи и ради у Турској.